# シャカ (お笑いコンビ)
シャカは、かつてワタナベエンターテインメントで活動していたお笑いコンビ。当初はホリプロに所属していた。1997年結成。2015年3月2日に活動休止を発表。

## メンバー
植松 俊介（うえまつ しゅんすけ、1974年8月22日（50歳）- ） 
- ツッコミ（一部のネタではボケ）担当。立ち位置は向かって右。
- 香川県高松市香西出身。香川県立高松高等学校、早稲田大学卒業。
- 血液型O型。身長167cm。既婚。
- 父母ともに郵便局員。ファッションセンスがかなり悪いらしい。
- 「お父さんもお母さんも植松です！」という挨拶ギャグを持っている。
- コンビ活動休止後は芸人を引退し、地元高松で瀬戸内海放送グループの番組制作会社に勤務する[2]。

大熊 ひろたか（おおくま ひろたか、1974年12月16日（50歳）- ） 
- 旧芸名・本名は大熊 啓誉。読みは同じ。改名の時期は不明[注釈 1]。
- ボケ（一部のネタではツッコミ）担当。立ち位置は向かって左。
- 香川県高松市香西出身。大手前高松高等学校、法政大学卒業。
- 血液型O型。身長168cm。妻はタレントの市川円香。1児の父。
- 甘いマスクで女性ファンも多い。
- プロレスが好きで話はじめると止まらない。
- R-1ぐらんぷり2006、2007、2009準決勝進出者。
- コンビ活動休止後の現在は、俳優として「大熊ひろたか」、ピン芸人として「シャカ大熊」の2つの名義を持ち、ナベプロのホームページにもそれぞれにプロフィールページがある。
- 「A・ロックマン」名義で舞台の脚本、演出も多数行っている[3]。

## 概要
1997年結成。コンビ名は漫画『聖闘士星矢』のキャラクター「シャカ」から。当初はホリプロに所属していたが、程なくしてワタナベエンターテインメントへ移籍。2000年代を中心に活躍し、『新しい波8』『感じるジャッカル』（共にフジテレビ）、『爆笑オンエアバトル』（NHK総合）などの番組に出演。特に『爆笑オンエアバトル』には通算27回の挑戦をする程の常連であった。
2015年3月2日、出演したラジオ番組内にてコンビの活動休止を発表。この際、10年後に二人が50歳になった時に一度だけ復活ライブを開催することを宣言した。また、2015年9月7日放送の『芸人報道』（日本テレビ）にて「解散式」が行われ、同番組がコンビとして最後のメディア出演となった。
基本的に大熊がボケ、植松がツッコミだが、一部のネタでは植松がボケで大熊がツッコミとなるもの（「爆弾処理」など）や両方がボケもツッコミもこなす「Wボケ・Wツッコミ」スタイルのもの（「ロシアンルーレット」「記憶喪失」など）もある。

## 出演

### テレビ
- 爆笑オンエアバトル（NHK総合）戦績17勝10敗 最高489KB
  - チャンピオン大会出場に必要な4勝を3回経験しているものの、全てKBが足らず、一度も出場出来なかった。[4]なお、チャンピオン大会に1度も出場経験がない芸人の中では最も出場回数が多い[5]。
  - 大阪では4度出演し全勝している。対し、2人の出身地香川では敗退している。
  - 出場回数27回は18KIN、ユリオカ超特Qと並んで番組内で3番目に多い記録となっている。
  - なお、15勝以上している芸人の中でオーバー500を達成した事のない芸人はシャカと星野卓也のみである。また、この2組はトップ通過も達成した事がない[6]
- 桂芸能社（TBSテレビ、2000年4月 - 2002年10月）
- 新しい波8（フジテレビ、2000年8月4日）
- 感じるジャッカル（フジテレビ、2001年10月 - 2002年9月）
- オールスター感謝祭（TBSテレビ）
  - 2001年10月6日 大熊78位、植松68位
  - 2002年9月28日 大熊101以下でカット、植松78位
  - 2003年3月29日 大熊、植松共に51位以下でカット（共に予選落ち1回）
  - 2004年10月2日 大熊41位（Period12チャンピオン）、植松133位
- ごごたま「さいたまのおしごと」「たまリポ」他（テレビ埼玉）
- イエヤス（CBCテレビ）
- デジドルファクトリー（テレビ朝日、2002年10月 - 2003年9月）
- ブラっと・ピーポー（テレビ東京、2002年10月 - 2003年3月）
- 完売劇場（テレビ朝日）
- スターぼうず（BS-i、2000年12月 - 2001年3月）セミレギュラー・リキ 役（大熊）、第12話ゲスト（植松）
- なまあらし LIVESTORM（フジテレビ、2002年10月 - 2004年3月）
- 笑林寺（TBSテレビ）不定期
- 笑いの金メダル（テレビ朝日）不定期
- 爆笑そっくりものまね紅白歌合戦（フジテレビ、2003年4月1日）
- 登龍門F（フジテレビ、2004年5月4日）
- クリック!（日本テレビ、2005年4月 - 2005年9月）
- となりのヒーロー じまんガ〜Z（山陽放送）
- 大笑点（日本テレビ）
- ジャイケルマクソン（毎日放送）国勢調査の回に出演
- イブニングDonDon「シャカりき千鳥の火曜リクエスト」（山陽放送、2007年7月 - 9月）
- 21世紀エジソン（TBSテレビ）
- タモリのボキャブラ天国 大復活祭スペシャル（フジテレビ、2008年9月28日）キャッチコピーは「愉快な極楽浄土」
- Goro's Bar（TBSテレビ、2004年10月 - 2009年3月）
- ジャガイモン（テレ朝チャンネル、2010年6月10日）
- テレしず通りパロパロ「シャカのB食を極めま書SHOW」（テレビ静岡）
- 爆笑レッドカーペット（フジテレビ）キャッチコピーは「しゃかりきコント」→「激情型キャラコント」
- 爆笑レッドシアター（フジテレビ、2010年8月25日）
- 芸人報道（日本テレビ、2015年9月7日）

### ラジオ
- ROCKETMAN SHOW!!「Tokyo Midnight Report」（J-WAVE）植松のみ

### CM
- 資生堂「uno」（2005年）

### 雑誌
- duet「シャカイベンキョウ」（集英社、2001年1月 - ）毎月7日発売
- 月刊 ナイスタウン「高松徒然日記」（ナイスタウン出版、2003年12月号 - ）毎月20日発売
- お笑いポポロ「シャカのデパ地下漫遊記」（麻布台出版社、Vol.4 - Vol.11）

### その他
- うどん県（香川県 2011年）JR四国の乗務員役で出演。香川県のPR。

### ライブ
- ワタナベエンターテインメントライブ（毎月開催）
- 東京腸捻転（年4回開催）
- ライブエイビス（不定期開催の企画ライブ）

## 作品集

### DVD
- アルバム ~平凡な男の非凡な決断~（2004年6月16日、PCBP-51153）
  - ポニーキャニオンから発売された、2004年2月開催の単独ライブの模様を収録した映像作品。

### 書籍
- イヤーン空手（ぴあ、2003年9月）ISBN 978-4835600857